# Iljas Sarkis
Iljas Jussef Sarkis (arab. إلياس سركيس, ur. 20 lipca 1924 w Shabbaniah, zm. 27 czerwca 1985 w Szwajcarii) – libański polityk, prawnik, gubernator Centralnego Banku Libanu, szósty prezydent niepodległej Republiki Libańskiej od 23 września 1976 do 22 września 1982 roku.